# Wasserturm Hamburg-Winterhude
| Wasserturm Hamburg-Winterhude  | Wasserturm Hamburg-Winterhude |
| Daten                          | Daten                         |
| ------------------------------ | ----------------------------- |
| Baujahr:                       | 1916                          |
| Turmhöhe:                      | 64,5 m                        |
| Nutzhöhe:                      | 45 m                          |
| Behälterart:                   | Hängeboden                    |
| Volumen des Behälters:         | 3000 m³                       |
| Stilllegung:                   | 1944                          |
| Ursprüngliche Nutzung:         | Städtische Wasserversorgung   |
| Heutige Nutzung:               | Planetarium                   |
| Denkmalschutz:                 | Kulturdenkmal seit 1981       |
| Die Brunnenanlage vor dem Turm |                               |

Der ehemalige Wasserturm in Hamburg-Winterhude steht am nordwestlichen Ende der Hauptsichtachse im Hamburger Stadtpark. Der 64,5 m hohe Backsteinbau war der letzte Wasserturm, der in Hamburg für die öffentliche Wasserversorgung gebaut wurde.
Er wird heute als Hamburger Planetarium genutzt und bietet für dessen Besucher zudem die Möglichkeit die Aussichtsterrasse in einer Höhe von 42 Meter zu betreten.

## Entstehungsgeschichte

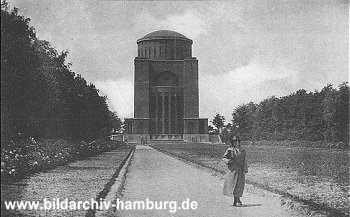
1932 Bildarchiv Hamburg

Am Anfang des 20. Jahrhunderts benötigte Hamburg weitere Wassertürme für eine reibungslose Versorgung: Höher gelegene Stadtteile waren besiedelt worden, und es wurden auch höhere Häuser errichtet. 1907 schrieben die Wasserwerke daher einen Ideenwettbewerb für drei neue Wassertürme aus mit den Standorten Uhlenhorst, Sternschanze und Winterhude.
Der Dresdener Architekt Oskar Menzel gewann den Wettbewerb für den Bau des Wasserturms im Stadtteil Winterhude. Die Realisierung verzögerte sich um mehrere Jahre, weil der Bau in den gerade in Planung befindlichen Stadtpark eingegliedert werden sollte. Schließlich wurde der Turm von 1912 bis 1915 unter der Bauleitung von Fritz Schumacher erbaut und 1916 in Betrieb genommen. Als Standort bestimmte man das nordwestliche Ende der 1400 m langen zum Turm hin ansteigenden Hauptachse des Stadtparks.

## Architektur und Technik
| Wasserturm Winterhude |

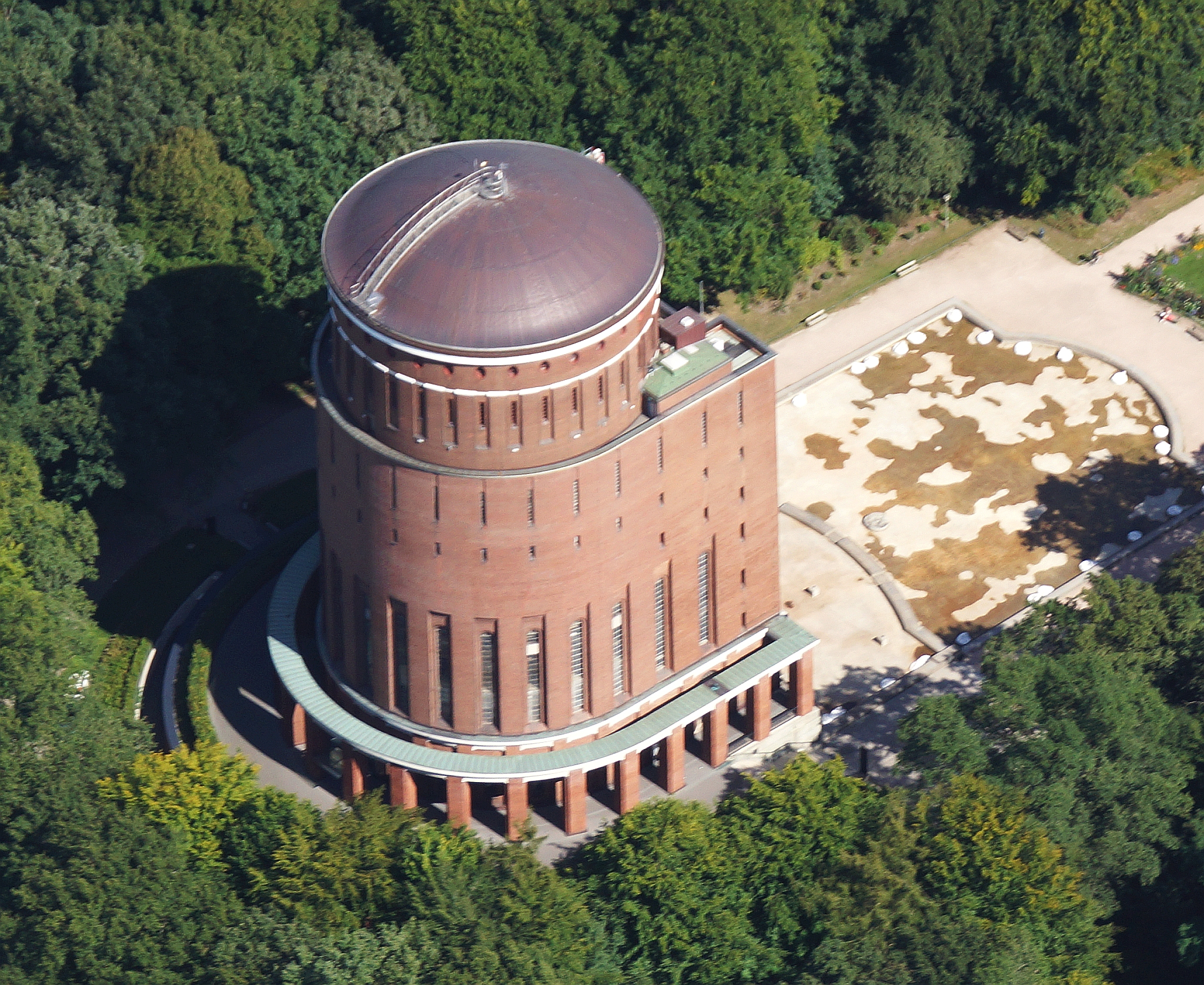
Luftbild Wasserturm: rückwärtige Architektur, Kuppel und untere umlaufende Kolonnaden, rechts im Bild die Brunnenanlage (2020)

Bis auf das Kalksteinpodest besteht das gesamte Gebäude aus rotem Backstein. Die kreisrunde Form des Oberteils ist im unteren Bereich zur Frontseite hin rechteckig verlängert. Von der Frontseite aus gesehen ergibt sich so ein massiv wirkender Block mit einem kreisrunden Aufsatz. Diese Seite – die von der Hauptachse des Stadtparks weithin sichtbar ist – ist durch Kolossalbögen und Nischen gegliedert. Unten verbreitert sich das Bauwerk durch einen mehrere Meter hohen, offenen Umgang. Nach Osten schließt sich eine große Brunnenanlage an. Das Wasser fließt über offene Kaskaden an der Turmwand in das tiefer gelegene Becken.
Stilistisch lässt sich das Bauwerk nicht eindeutig einordnen: Es zeigt noch Elemente des wilhelminischen Monumentalstils wie Kuppeldach und Kolossalbogen im Osten. Die Backsteinbauweise und sparsam eingesetzte Dekorationselemente sind aber Kennzeichen der Reformarchitektur.
Als Wassertank diente ein schmiedeeiserner Kugelbodenbehälter. Er hat einen Durchmesser von 23 m und fasste ursprünglich 3000 m³ Wasser. Die Nutzhöhe betrug 45 m, das heißt, der höchste Wasserstand lag 45 m über dem Niveau. Damit lag er 62,5 m über NN und war für das Hochdruck-Netz der Hamburger Wasserversorgung geeignet.
Vom Fassungsvermögen war dieser der zweitgrößte der Hamburger Wassertürme nach dem Wasserturm im Sternschanzenpark, der mit zwei Behältern zu je 2300 m³ ausgestattet war.

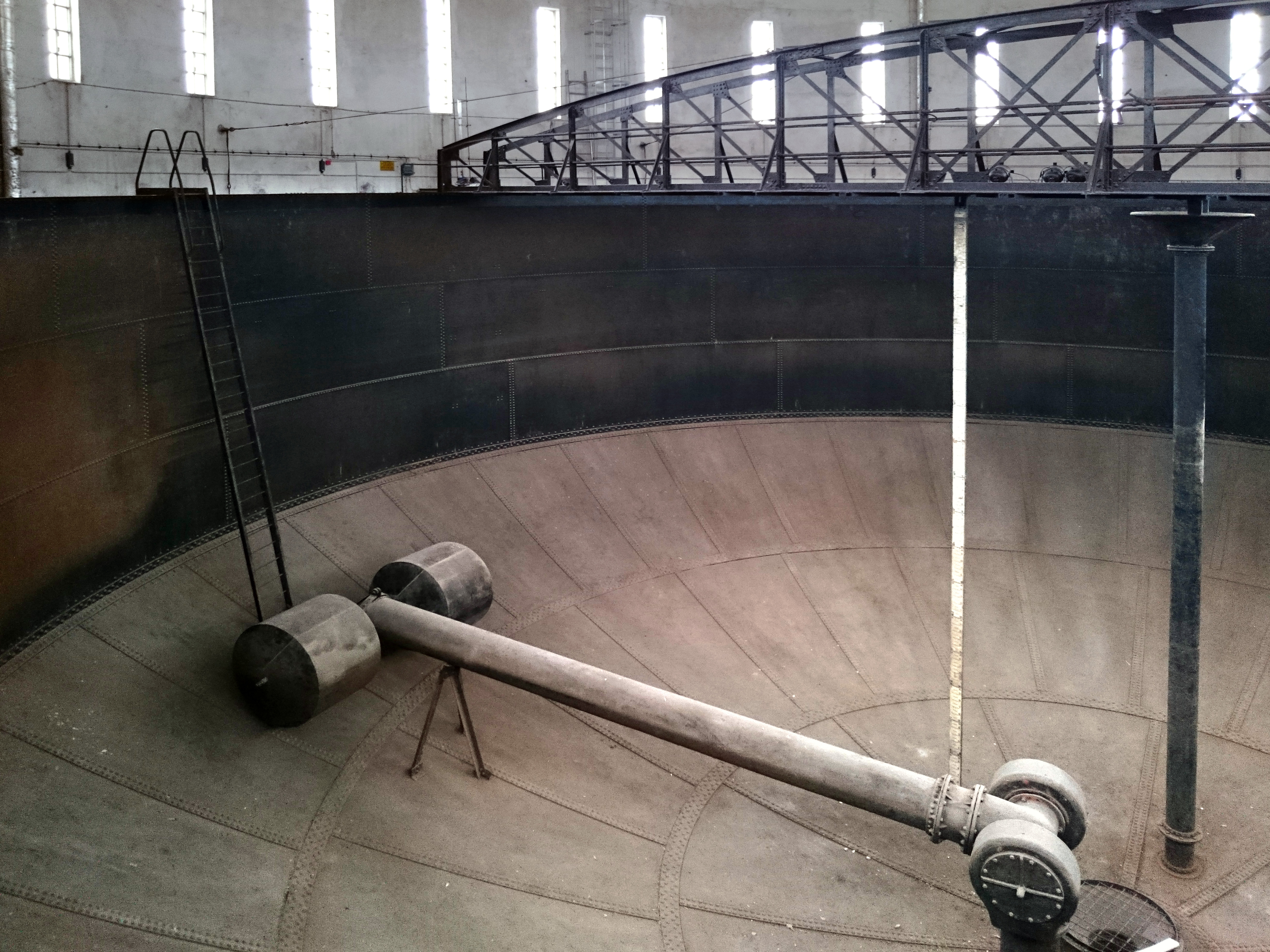
Leerer Wassertank von oben gesehen
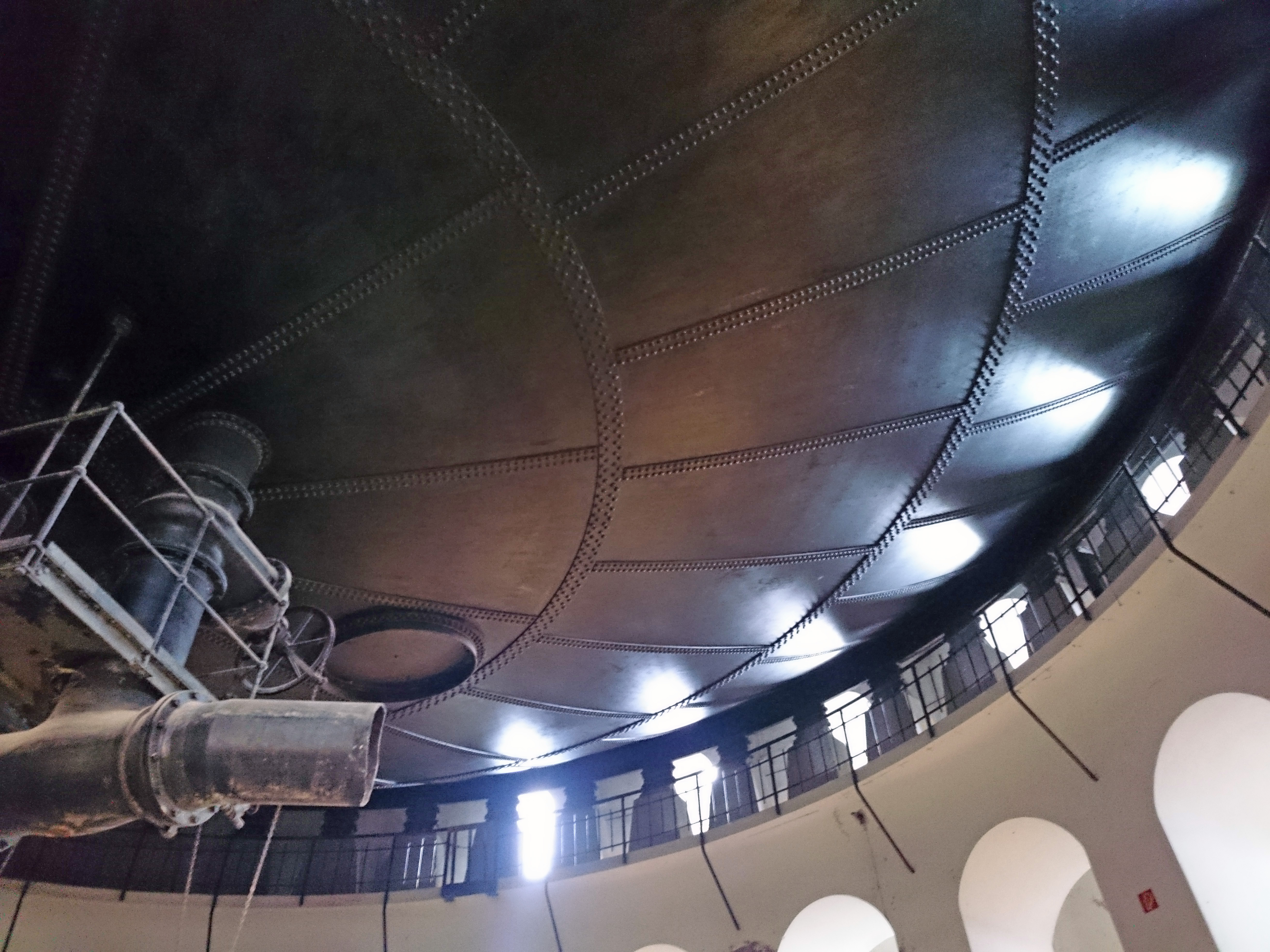
Unterseite des Wassertanks

## Nutzung
- Aussichtsturm
Von Anfang an diente das Gebäude nicht nur zur Wasserversorgung, sondern auch als Aussichtsturm. Dazu war im rechten großen Eckpfeiler ein Fahrstuhl eingebaut worden, der zur 42 m hohen Aussichtsplattform führte.
- Planetarium
(siehe Hauptartikel: Planetarium Hamburg)
Ab 1926 begann die Planung für ein Planetarium in Hamburg. Weil die Finanzen für ein neues Gebäude nicht ausreichten, beschloss der Hamburger Senat, das Planetarium im Winterhuder Wasserturm einzurichten. Dazu waren umfangreiche Umbauten notwendig. Im unteren Teil des Turms entstand ein zylindrischer Raum von 22 m Durchmesser mit einer Kuppel zur Projektion des Sternenhimmels. 1930 wurde das Planetarium eröffnet.
- Wasserversorgung
Die ursprünglich zugedachte Funktion konnte der Turm nur 8 Jahre erfüllen. Schon 1924 wurde er aus dem Netz genommen, weil Hochdruck- und Niederdrucknetz in Hamburg zusammengeschaltet wurden. Der jetzt niedrigere Wasserdruck reichte nicht aus, um den Wasserbehälter aus dem Netz heraus aufzufüllen. Mit einer neu eingebauten Füllpumpe erreichte man, dass der Turm jedenfalls als Wasserspeicher nutzbar blieb. Bei einem Luftangriff im Jahr 1944 wurden die Hauptrohre zerstört. Wegen der hohen Reparaturkosten haben die Wasserwerke nach dem Krieg auf eine Wiederherstellung der Wasseranlage verzichtet. Von der Zeit an diente das Bauwerk nur noch als Aussichtsturm und Planetarium.
- Militärische Nutzung
Während des Zweiten Weltkriegs dienten Teile des Gebäudes als Flak-Beobachtungsstation und Unterkünfte für Soldaten.[1]
- Amateursternwarte
Von 1970 bis 2002 wurden einige Räume zu beiden Seiten des mittleren Balkons durch die Gesellschaft für volkstümliche Astronomie e. V. als Amateursternwarte und Veranstaltungsraum genutzt.[2]
- Bücherhalle
Ab April 1946 war in einem Teil der Ausstellungsräume des Planetariums, zunächst als Provisorium gedacht, und von 1949 bis 1966 dauerhaft in allen Ausstellungsräumen die Bücherhalle Winterhude untergebracht.[3]

## Umbau im Sockelbereich 2015–2017

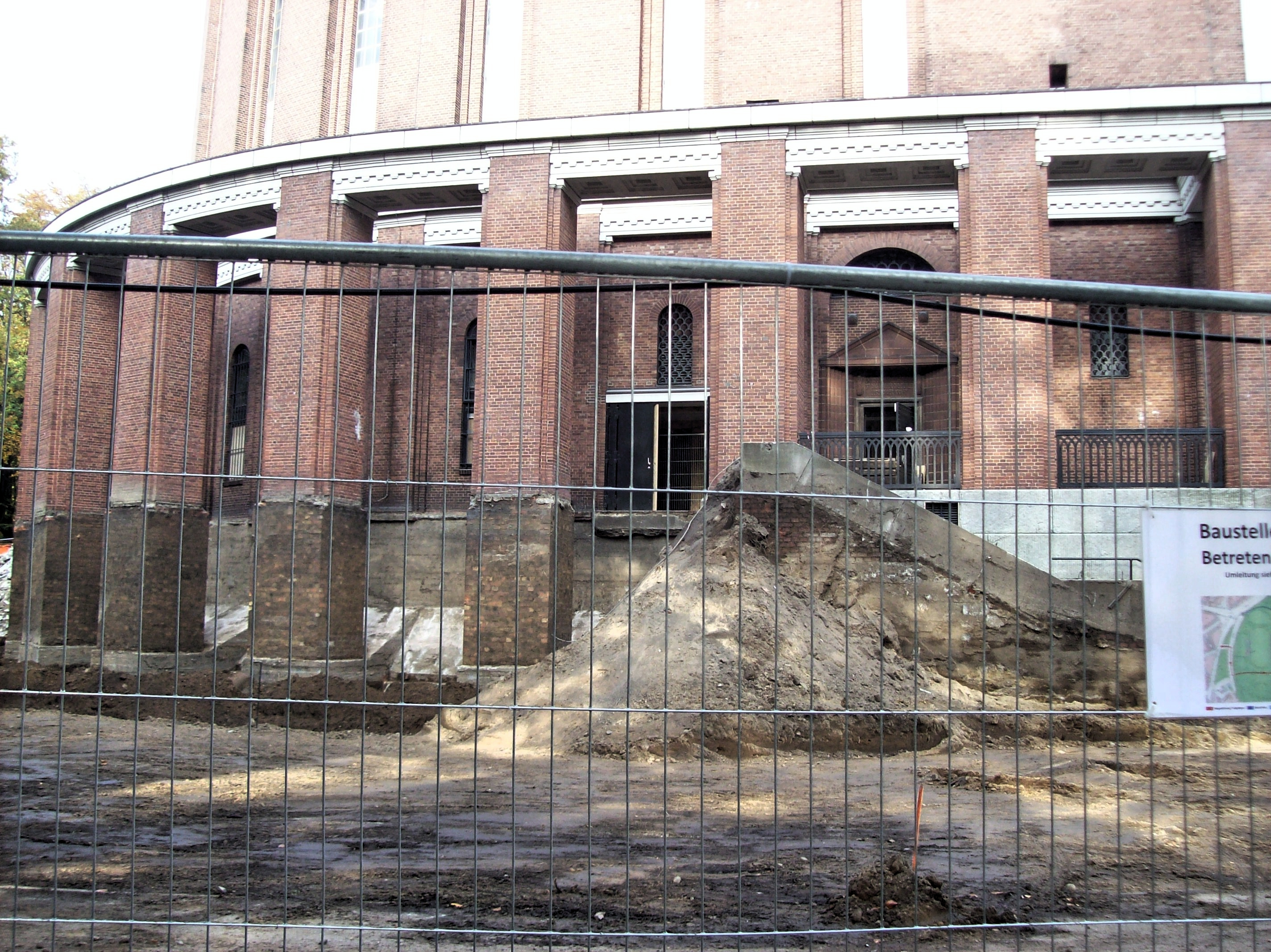
Umbauarbeiten im Sockelbereich Oktober 2015

Der von außen begründete Sockel des Turms wurde in den Jahren 2015 bis 2017 so umgestaltet, dass ein ebenerdiger Zugang vom Stadtpark aus möglich ist. Dabei entstanden auch neue Nutzflächen auf Stadtparkniveau. Im September 2015 begannen die Erd- und Abbrucharbeiten am Sockel und am Bestandskörper. Seit dem 14. Februar 2017 ist das Planetarium wieder geöffnet.